# Bonnetina cyaneifemur
Bonnetina cyaneifemur is een spinnensoort in de taxonomische indeling van de vogelspinnen (Theraphosidae).
Het dier behoort tot het geslacht Bonnetina. De wetenschappelijke naam van de soort werd voor het eerst geldig gepubliceerd in 2000 door Vol.